# Masaki Yamamoto
Masaki Yamamoto (山本 真希?, Masaki Yamamoto; Shizuoka, 24 agosto 1987) è un ex calciatore giapponese, di ruolo centrocampista.